# Chubby Checker
Chubby Checker, född Ernest Evans den 3 oktober 1941 i Spring Gully i Williamsburg County, South Carolina, är en amerikansk sångare.
Han växte upp i Philadelphia, Pennsylvania.
Chubby Checker upptäcktes i slutet av 1950-talet då han ofta sjöng för och underhöll kunder i den butik han arbetade i. Det lokala skivbolaget fick upp ögonen för honom och 1960 släpptes "The Twist", en coverversion av en låt som Hank Ballard sjungit in två år tidigare. Låten gick direkt upp på förstaplatsen på den amerikanska Billboardlistan och gjorde den nya dansen "twist" populär. 
Också uppföljaren "Pony Time" gick upp till förstaplatsen i USA, medan det var nästa singel, "Let's Twist Again", som blev hans stora genombrott i Europa. "The Twist" är den enda låt som gått upp till förstaplatsen på Billboardlistan två gånger - den hamnade där en gång till 1961. Sammanlagt hade Chubby Checker ett 20-tal hits fram till mitten av 1960-talet. Förutom de redan nämnda nådde "The Fly" (1961), "Slow Twistin' " (med anonym medverkan av Dee Dee Sharp) och "Limbo Rock" (båda 1962) topp 10-placering på amerikanska singellistan.
Chubby Checker uppträder än i dag runt om i USA och har dessutom intressen i en firma som tillverkar potatischips och andra tilltugg, "Chubby Checker's Snacks".

## Diskografi (urval)
Singlar (topp 10 på Billboard Hot 100)
- 1960 – "The Twist" (#1)
- 1961 – "Pony Time" (#1)
- 1961 – "Let's Twist Again" (#8)
- 1961 – "The Fly" (#7)
- 1962 – "Slow Twistin' " (med Dee Dee Sharp) (#3)
- 1962 – "Limbo Rock" (#2)